# مكسيكو (نيويورك)
مكسيكو (بالإنجليزية: Mexico, New York)‏ هي بلدة أمريكية تقع في الولايات المتحدة في مقاطعة أوسويغو، نيويورك. يقدر عدد سكانها بـ 5,197 نسمة وترتفع عن سطح البحر 121 متر.

## أعلام
- غيرترود سيمونز برلنغهام
- جورج شاندلير هولت
- جورج إل. كوب